# San Antonio los Montes
San Antonio los Montes es una localidad del estado mexicano de Chiapas. Es parte del municipio de Las Margaritas.

## Toponimia
El nombre «San Antonio» hace referencia al santo patrono de la localidad: San Antonio Abad.

## Demografía
| Gráfica de evolución demográfica |
|                                  |

| Censo | Población |
| ----- | --------- |
| 1960  | 33        |
| 1970  | 247       |
| 1980  | 358       |
| 1990  | 488       |
| 2000  | 767       |
| 2010  | 980       |
| 2020  | 1 134     |